# Mimetismo organizacional
Mimetismo organizacional é um conceito aplicado no âmbito empresarial  caracterizado como a postura de copiar e adotar em sua própria titularidade, conscientemente ou não, determinadas regras institucionais que já existem e já são aplicadas. Seria se como cada política adotada, cada inovação ou produto lançado fosse sempre seguindo o melhor exemplo já existente.

## Etimologia
O termo “Mimetismo” é proveniente do termo grego "mimetés" que significa imitação. Era originalmente usado para descrever pessoas, só foi aplicado em biologia a partir do início do século XIX. Em biologia, refere-se ao fenômeno em que vários animais tomam a cor e a configuração dos objetos em cujo meio vivem ou de outros animais de grupos diferentes. 

## Teoria na prática[3]
Organizações monitoram umas às outras e o sucesso de uma produzirá pressões sobre as demais para adotarem a mesma forma organizacional da bem-sucedida. Com finalidade de sobreviver e perpetuarem, as empresas tendem ao longo do tempo adotarem formas idênticas e/ou isomórficas. 
O ambiente de incertezas tem uma grande influencia que encoraja a imitação. A homogeneidade nas estruturas organizacionais descende do fato em que as novas organizações buscam os modelos de organizações mais antigas que já perpetuaram e obtiveram sucesso e os administradores procuram efetivamente qual dos modelos que irá seguir.
A organização que está sendo imitada pode não ter conhecimento disso e/ou o desejo de ser imitada, mesmo assim ela é fonte conveniente de práticas. Os modelos podem ser difundidos de três formas:
- Automaticamente;
- Rotação de funcionários;

- Consultorias especializadas.

Embora não sejam idênticos, os conceitos de Benchmarking e de Isomorfismo Mimético podem ser relacionados ao entender que, o processo de buscar boas práticas de realizar determinada tarefa no mercado estimula o mimetismo organizacional ao incentivar as empresas a copiarem - com adaptações ou pequenas melhorias - os processos de outras empresas ao invés de criar novas formas de realizar estas atividades.
Para justificar a adoção das mesmas práticas, as companhias que copiam as outras alegam que o processo que estas adotam são os melhores existentes no mercado. Este comportamento traz benefícios, como a economia de tempo e de recursos, tanto humanos quanto financeiros, porém ele também carrega malefícios como acabar com a possibilidade de gerar uma vantagem competitiva ao desenvolver maneiras revolucionárias de realizar determina tarefa.
Um grande exemplo de mimetismo organizacional foi o processo de modernização do Japão no final do século XIX, que adotou protótipos ocidentais considerados bem-sucedidos como modelo para o desenvolvimento do país.
Em um conceito individual dentro da empresa, o mimetismo individual se dá tal qual o Espelhamento. O comportamento em que uma pessoa imita inconscientemente o gesto, padrão de fala ou de atitude de outra que prospera no ambiente profissional, visando o sucesso.